# Dirka po Lombardiji
Dirka po Lombardiji (italijansko Giro di Lombardia, uradno Il Lombardia), je enodnevna klasična kolesarska dirka po Lombardiji, Italija. Tradicionalno poteka kot zadnja od petih kolesarskih spomenikov ter velja za eno najprestižnejših enodnevnih kolesarskih dirk in eno zadnjih dirk koledarja UCI World Tour. Vzdevek za dirko je Classica delle foglie morte (Klasika odpadlega listja) ter velja za najpomembnejšo jesensko klasično dirko, ki jo zaznamuje vzpon na Madonna del Ghisallo. Prvič je potekala leta 1905, od tedaj pa vsako sezono razen v letih 1943 in 1944 zaradi druge svetovne vojne. Fausto Coppi je najuspešnejši kolesar v zgodovini dirke s petimi zmagami.

## Zmagovalci
| Leto    | Zmagovalec               | Drugouvrščeni          | Tretjeuvrščeni       |
| ------- | ------------------------ | ---------------------- | -------------------- |
| 1905    | Giovanni Gerbi           | Giovanni Rossignoli    | Luigi Ganna          |
| 1906    | Cesare Brambilla         | Carlo Galetti          | Luigi Ganna          |
| 1907    | Gustave Garrigou         | Ernesto Azzini         | Luigi Ganna          |
| 1908    | François Faber           | Luigi Ganna            | Giovanni Gerbi       |
| 1909    | Giovanni Cuniolo         | Omer Beaugendre        | Louis Trousselier    |
| 1910    | Giovanni Micheletto      | Luigi Ganna            | Luigi Bailo          |
| 1911    | Henri Pélissier          | Giovanni Micheletto    | Cyrille Van Hauwaert |
| 1912    | Carlo Oriani             | Enrico Verde           | Maurice Brocco       |
| 1913    | Henri Pélissier          | Maurice Brocco         | Marcel Godivier      |
| 1914    | Lauro Bordin             | Giuseppe Azzini        | Pierino Piacco       |
| 1915    | Gaetano Belloni          | Paride Ferrari         | Gaetano Garavaglia   |
| 1916    | Leopoldo Torricelli      | Camillo Bertarelli     | Alfredo Sivocci      |
| 1917    | Philippe Thys            | Henri Pélissier        | Leopoldo Torricelli  |
| 1918    | Gaetano Belloni          | Alfredo Sivocci        | Carlo Galetti        |
| 1919    | Costante Girardengo      | Gaetano Belloni        | Heiri Suter          |
| 1920    | Henri Pélissier          | Giovanni Brunero       | Gaetano Belloni      |
| 1921    | Costante Girardengo      | Gaetano Belloni        | Federico Gay         |
| 1922    | Costante Girardengo      | Giuseppe Azzini        | Bartolomeo Aymo      |
| 1923    | Giovanni Brunero         | Pietro Linari          | Federico Gay         |
| 1924    | Giovanni Brunero         | Costante Girardengo    | Pietro Linari        |
| 1925    | Alfredo Binda            | Battista Giuntelli     | Ermanno Vallazza     |
| 1926    | Alfredo Binda            | Antonio Negrini        | Ermanno Vallazza     |
| 1927    | Alfredo Binda            | Alfonso Piccin         | Antonio Negrini      |
| 1928    | Gaetano Belloni          | Allegro Grandi         | Pietro Fossati       |
| 1929    | Pietro Fossati           | Adriano Zanaga         | Raffaele Di Paco     |
| 1930    | Michele Mara             | Alfredo Binda          | Learco Guerra        |
| 1931    | Alfredo Binda            | Michele Mara           | Giovanni Firpo       |
| 1932    | Antonio Negrini          | Domenico Piemontesi    | Remo Bertoni         |
| 1933    | Domenico Piemontesi      | Luigi Barral           | Pietro Rimoldi       |
| 1934    | Learco Guerra            | Mario Cipriani         | Domenico Piemontesi  |
| 1935    | Enrico Mollo             | Aldo Bini              | Gino Bartali         |
| 1936    | Gino Bartali             | Diego Marabelli        | Luigi Barral         |
| 1937    | Aldo Bini                | Gino Bartali           | Aimone Landi         |
| 1938    | Cino Cinelli             | Gino Bartali           | Osvaldo Bailo        |
| 1939    | Gino Bartali             | Adolfo Leoni           | Salvatore Crippa     |
| 1940    | Gino Bartali             | Osvaldo Bailo          | Cino Cinelli         |
| 1941    | Mario Ricci              | Cino Cinelli           | Severino Canavesi    |
| 1942    | Aldo Bini                | Gino Bartali           | Quirino Toccacelli   |
| 1943-44 | druga svetovna vojna     | druga svetovna vojna   | druga svetovna vojna |
| 1945    | Mario Ricci              | Aldo Bini              | Gino Bartali         |
| 1946    | Fausto Coppi             | Luigi Casola           | Michele Motta        |
| 1947    | Fausto Coppi             | Gino Bartali           | Italo De Zan         |
| 1948    | Fausto Coppi             | Adolfo Leoni           | Fritz Schär          |
| 1949    | Fausto Coppi             | Ferdi Kübler           | Nedo Logli           |
| 1950    | Renzo Soldani            | Antonio Bevilacqua     | Fausto Coppi         |
| 1951    | Louison Bobet            | Giuseppe Minardi       | Fausto Coppi         |
| 1952    | Giuseppe Minardi         | Nino Defilippis        | Arrigo Padovan       |
| 1953    | Bruno Landi              | Pino Cerami            | Pierre Molinéris     |
| 1954    | Fausto Coppi             | Fiorenzo Magni         | Mino De Rossi        |
| 1955    | Cleto Maule              | Fred De Bruyne         | Angelo Conterno      |
| 1956    | André Darrigade          | Fausto Coppi           | Fiorenzo Magni       |
| 1957    | Diego Ronchini           | Bruno Monti            | Aurelio Cestari      |
| 1958    | Nino Defilippis          | Miguel Poblet          | Michel Van Aerde     |
| 1959    | Rik Van Looy             | Willy Vannitsen        | Miguel Poblet        |
| 1960    | Emile Daems              | Diego Ronchini         | Marino Fontana       |
| 1961    | Vito Taccone             | Imerio Massignan       | Renzo Fontona        |
| 1962    | Jo de Roo                | Livio Trapè            | Alcide Cerato        |
| 1963    | Jo de Roo                | Adriano Durante        | Michele Dancelli     |
| 1964    | Gianni Motta             | Carmine Preziosi       | Jos Hoevenaers       |
| 1965    | Tom Simpson              | Gerben Karstens        | Jean Stablinski      |
| 1966    | Felice Gimondi           | Eddy Merckx            | Raymond Poulidor     |
| 1967    | Franco Bitossi           | Felice Gimondi         | Raymond Poulidor     |
| 1968    | Herman Van Springel      | Franco Bitossi         | Eddy Merckx          |
| 1969    | Jean-Pierre Monseré      | Herman Van Springel    | Franco Bitossi       |
| 1970    | Franco Bitossi           | Felice Gimondi         | Gianni Motta         |
| 1971    | Eddy Merckx              | Franco Bitossi         | Frans Verbeeck       |
| 1972    | Eddy Merckx              | Cyrille Guimard        | Felice Gimondi       |
| 1973    | Felice Gimondi           | Roger De Vlaeminck     | Herman Van Springel  |
| 1974    | Roger De Vlaeminck       | Eddy Merckx            | Costantino Conti     |
| 1975    | Francesco Moser          | Enrico Paolini         | Alfredo Chinetti     |
| 1976    | Roger De Vlaeminck       | Bernard Thévenet       | Wladimiro Panizza    |
| 1977    | Gianbattista Baronchelli | Jean-Luc Vandenbroucke | Franco Bitossi       |
| 1978    | Francesco Moser          | Bernt Johansson        | Bernard Hinault      |
| 1979    | Bernard Hinault          | Silvano Contini        | Giovanni Battaglin   |
| 1980    | Alfons De Wolf           | Alfredo Chinetti       | Ludo Peeters         |
| 1981    | Hennie Kuiper            | Moreno Argentin        | Alfredo Chinetti     |
| 1982    | Giuseppe Saronni         | Pascal Jules           | Francesco Moser      |
| 1983    | Sean Kelly               | Greg LeMond            | Adrie van der Poel   |
| 1984    | Bernard Hinault          | Ludo Peeters           | Teun van Vliet       |
| 1985    | Sean Kelly               | Adrie van der Poel     | Charly Mottet        |
| 1986    | Gianbattista Baronchelli | Sean Kelly             | Phil Anderson        |
| 1987    | Moreno Argentin          | Eric Van Lancker       | Marc Madiot          |
| 1988    | Charly Mottet            | Gianni Bugno           | Marino Lejarreta     |
| 1989    | Tony Rominger            | Gilles Delion          | Luc Roosen           |
| 1990    | Gilles Delion            | Pascal Richard         | Charly Mottet        |
| 1991    | Sean Kelly               | Martial Gayant         | Franco Ballerini     |
| 1992    | Tony Rominger            | Claudio Chiappucci     | Davide Cassani       |
| 1993    | Pascal Richard           | Giorgio Furlan         | Maximilian Sciandri  |
| 1994    | Vladislav Bobrik         | Claudio Chiappucci     | Pascal Richard       |
| 1995    | Gianni Faresin           | Daniele Nardello       | Michele Bartoli      |
| 1996    | Andrea Tafi              | Fabian Jeker           | Axel Merckx          |
| 1997    | Laurent Jalabert         | Paolo Lanfranchi       | Francesco Casagrande |
| 1998    | Oscar Camenzind          | Michael Boogerd        | Felice Puttini       |
| 1999    | Mirko Celestino          | Danilo Di Luca         | Eddy Mazzoleni       |
| 2000    | Raimondas Rumšas         | Francesco Casagrande   | Niklas Axelsson      |
| 2001    | Danilo Di Luca           | Giuliano Figueras      | Michael Boogerd      |
| 2002    | Michele Bartoli          | Davide Rebellin        | Oscar Camenzind      |
| 2003    | Michele Bartoli          | Angelo Lopeboselli     | Dario Frigo          |
| 2004    | Damiano Cunego           | Michael Boogerd        | Ivan Basso           |
| 2005    | Paolo Bettini            | Gilberto Simoni        | Fränk Schleck        |
| 2006    | Paolo Bettini            | Samuel Sánchez         | Fabian Wegmann       |
| 2007    | Damiano Cunego           | Riccardo Riccò         | Samuel Sánchez       |
| 2008    | Damiano Cunego           | Janez Brajkovič        | Rigoberto Urán       |
| 2009    | Philippe Gilbert         | Samuel Sánchez         | Aleksander Kolobnjev |
| 2010    | Philippe Gilbert         | Michele Scarponi       | Pablo Lastras        |
| 2011    | Oliver Zaugg             | Daniel Martin          | Joaquim Rodríguez    |
| 2012    | Joaquim Rodríguez        | Samuel Sánchez         | Rigoberto Urán       |
| 2013    | Joaquim Rodríguez        | Alejandro Valverde     | Rafał Majka          |
| 2014    | Daniel Martin            | Alejandro Valverde     | Rui Costa            |
| 2015    | Vincenzo Nibali          | Daniel Moreno          | Thibaut Pinot        |
| 2016    | Esteban Chaves           | Diego Rosa             | Rigoberto Urán       |
| 2017    | Vincenzo Nibali          | Julian Alaphilippe     | Gianni Moscon        |
| 2018    | Thibaut Pinot            | Vincenzo Nibali        | Dylan Teuns          |
| 2019    | Bauke Mollema            | Alejandro Valverde     | Egan Bernal          |
| 2020    | Jakob Fuglsang           | George Bennett         | Aleksander Vlasov    |
| 2021    | Tadej Pogačar            | Fausto Masnada         | Adam Yates           |
| 2022    | Tadej Pogačar            | Enric Mas              | Mikel Landa          |
| 2023    | Tadej Pogačar            | Andrea Bagioli         | Primož Roglič        |
| 2024    | Tadej Pogačar            | Remco Evenepoel        | Giulio Ciccone       |